# 함안 능가사 칠성탱
함안 능가사 칠성탱(咸安 楞伽寺 七星幀)은 대한민국 경상남도 함안군 칠서면, 능가사에 있는 조선시대의 칠성도이다. 2006년 4월 6일 경상남도의 문화재자료 제396호로 지정되었다.

## 개요
함안 능가사 칠성탱은 치성광여래(熾盛光如來)를 위시한 칠성여래(七星如來)와 일광·월광보살 및 칠원성군(七元星君)과 8권속을 비단 바탕 위에 먹과 채색안료를 사용하여 제작한 불화이다. 전체적인 구도는 화면을 크게 양분하여 상단 중앙에는 청연화좌(靑蓮花座)에 결가부좌한 치성광여래를 일광· 월광 두 협시보살과 함께 삼각형의 구도로 배치하고 있다. 협시보살 측면에는 좌우 각각 4구씩 8권속을 묘사하고 있으며, 주존 광배 후면 양 측면에는 6여래를 각각 3위씩 나누어 배치하고 있다. 하단에는 거의 화면 절반 크기로 칠원성군을 큼직하게 배치한 후 뒷면을 구름으로 처리하여 상·하단 경계를 구분 지었다. 주존인 치성광여래의 머리부분은 정상계주를 지닌 융기하는 모양의 육계와 나발을 먹으로 채색한 후 윤곽선을 감색선으로 처리하고 있다. 얼굴에는 바림질이 없는 면색 위에 세필을 사용하여 담묵 선묘의 눈, 코, 귀와 감색의 눈썹과 콧수염, 턱수염 및 호분으로 표현된 백호, 그리고 주색의 조그만 입 등이 짜임새가 있게 잘 묘사되어 있다.
당당한 체구를 지닌 주존은 목에 삼도가 있으며 쳐진 가슴선 및 유두 표현도 묵선으로 그어져 있다. 주존은 주색의 대의와 녹색의 군의 및 주색의 군의 띠 묶음을 착용하고 있는데, 대의에 원권문 속 연화보상화문을, 군의와 청색으로 채색된 대의 속단에는 십자를 겹친 문양을 금으로 듬성듬성 그려 넣고 있다. 또한 주존의 원형 두광에는 양록색 바탕에 가장자리를 백색선으로 처리한 후 분홍색, 주색, 청색, 삼청색 순으로 채색하고 있으며, 신광에는 황색 바탕에 금채를 한 후 먹으로 광선문을 조밀하게 그어 놓았고 백색선으로 구획된 가장자리에는 분홍색, 주색, 청색, 양록색 순으로 채색하고 있다.
일광·월광 좌우 협시보살상은 주존 쪽으로의 1/4의 측면관을 지닌 채 주존에 비해 거의 절반가량 축소된 형태로 묘사되어 있다. 주존과 같은 온화한 상호를 지닌 두 협시보살은 보관의 해와 달, 법의의 주색과 청색만 달리하고 있을 뿐 거의 도상이 같다. 이러한 점은 주존의 신광 좌우측 후면에 묘사된 6여래상에도 그대로 적용되어 있다. 협시보살상과 유사한 상호를 지닌 여래상들은 동일한 측면관과 합장인을 결한 자세를 취하고 있다. 다만 좌우 첫 번째 여래상들만 두광 표현이 없는데, 이는 제작 당시 착오로 빠뜨렸던 것으로 보인다.
화면 하단에는 반신상 형태의 상단 도상들과는 달리 전신상의 칠원성군을 전면 가득 크게 배치하고 있다. 홀(笏)을 지니고 시립하고 있는 칠원성군 중 가운데 성군만 정면관에 면복(冕服)을 입고 면류관(冕旒冠)을 쓴 모습이며, 나머지 성군들은 측면관에 원유관(遠遊冠)을 쓰고 있다. 칠원성군은 세필로 수염 등이 세밀하게 묘사된 거의 동일한 인상을 지니고 있으며, 다른 도상들과는 달리 얼굴에 약간의 바림질이 있다. 칠성원군 후면 좌우 측면에 각각 4구씩 상반신을 드러낸 채 가장 작게 묘사된 8권속 또한 칠원성군과 같은 인상을 지니고 있지만 머리에 상투만 튼 모습을 하고 있다.
이 칠성탱은 제작 당시의 화기가 없어 정확한 조성연대를 파악할 수 없지만, 가늘고 고른 세련된 필선에 의한 도상인물들의 한결같이 온화한 얼굴 표현과 비례감 있는 신체 표현, 주색, 녹색, 청색 및 양록색 안료의 적절한 설채(設彩) 등에서 조선후기 불화의 표현기법을 잘 보여주고 있다.

## 참고 자료
- 함안 능가사 칠성탱 - 국가유산청 국가유산포털